# Marco Zoppo

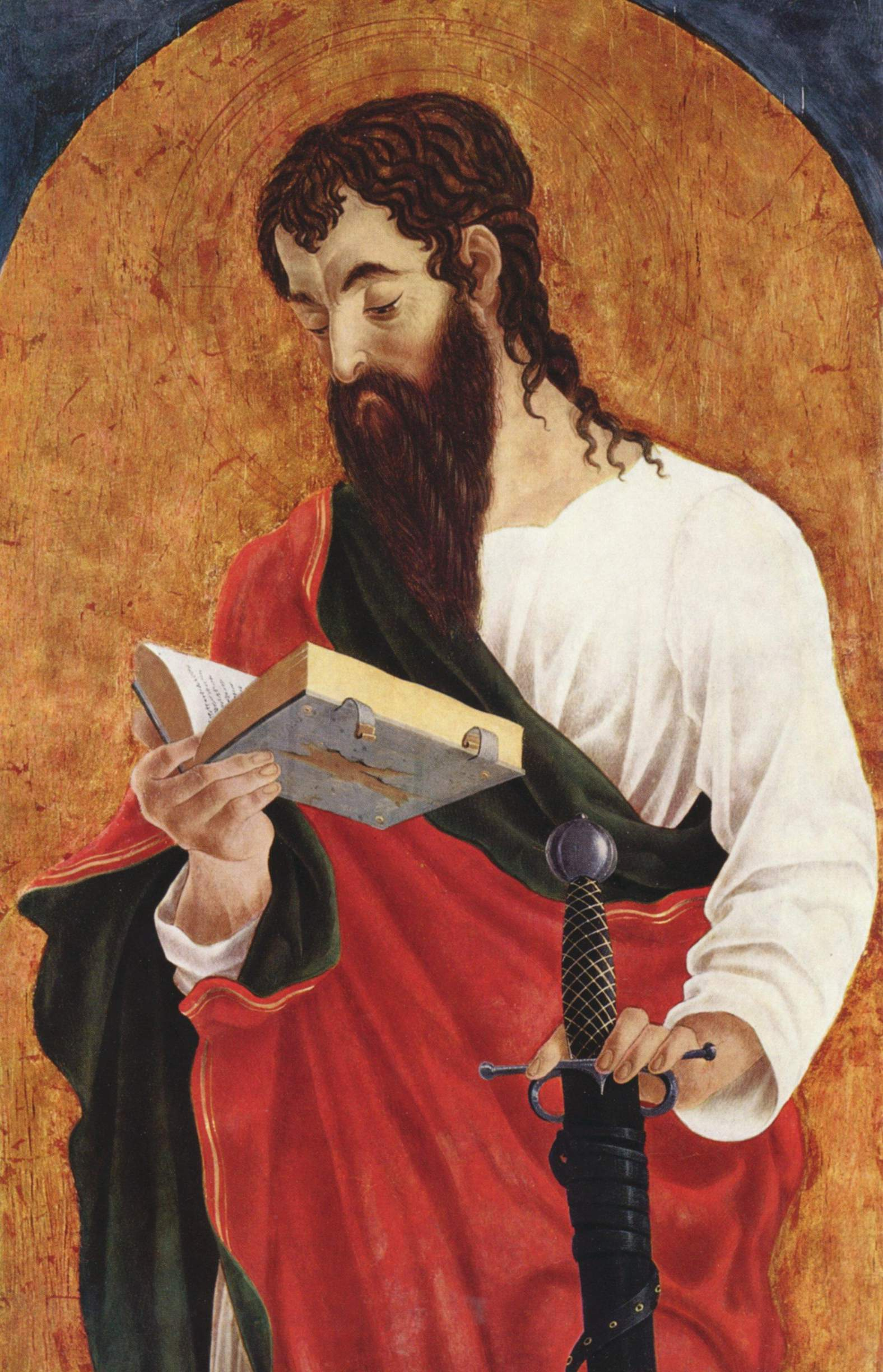
Imagen de santo

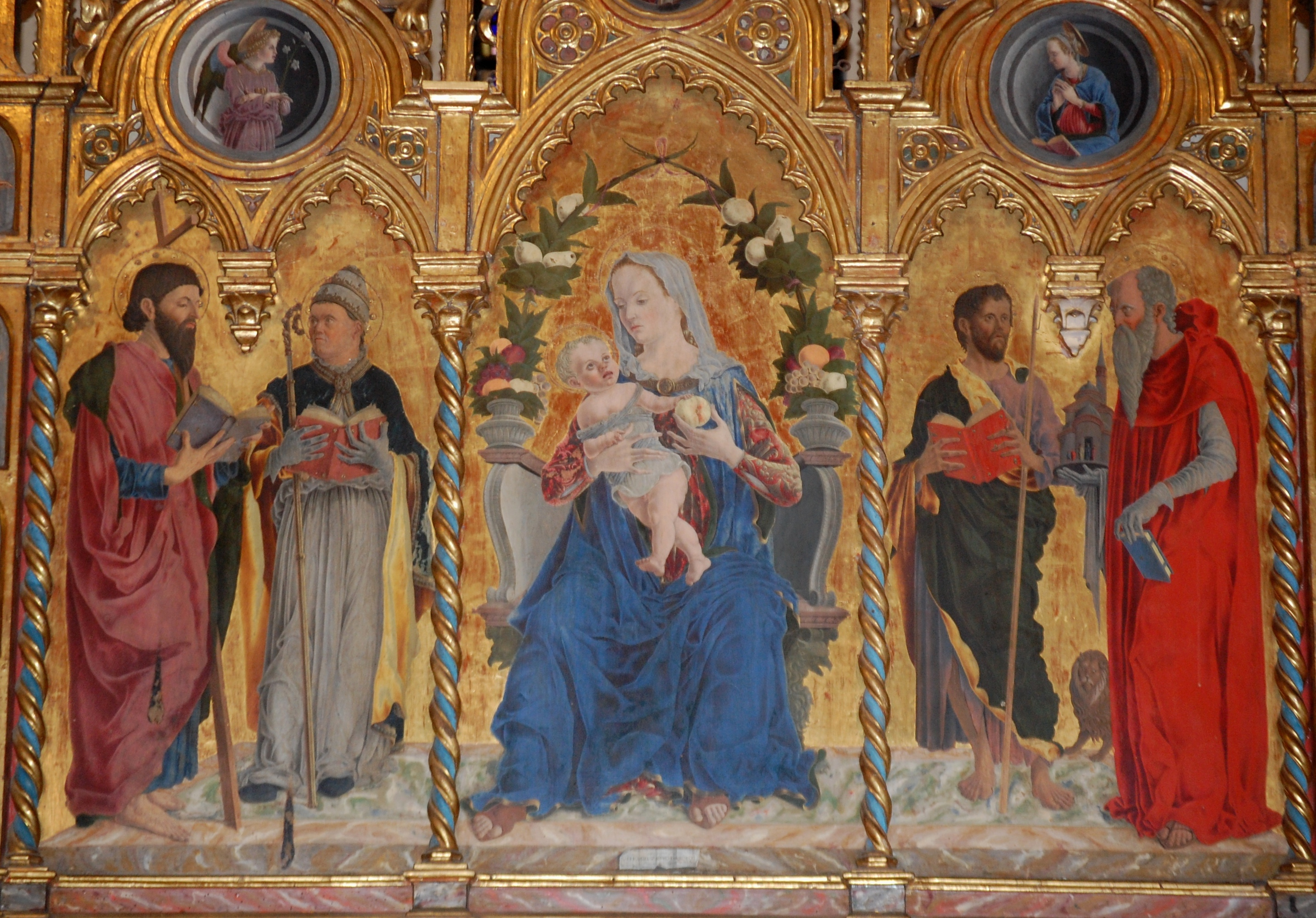
Detalle del retablo de Marco Zoppo en el Real Colegio de España, Bolonia.

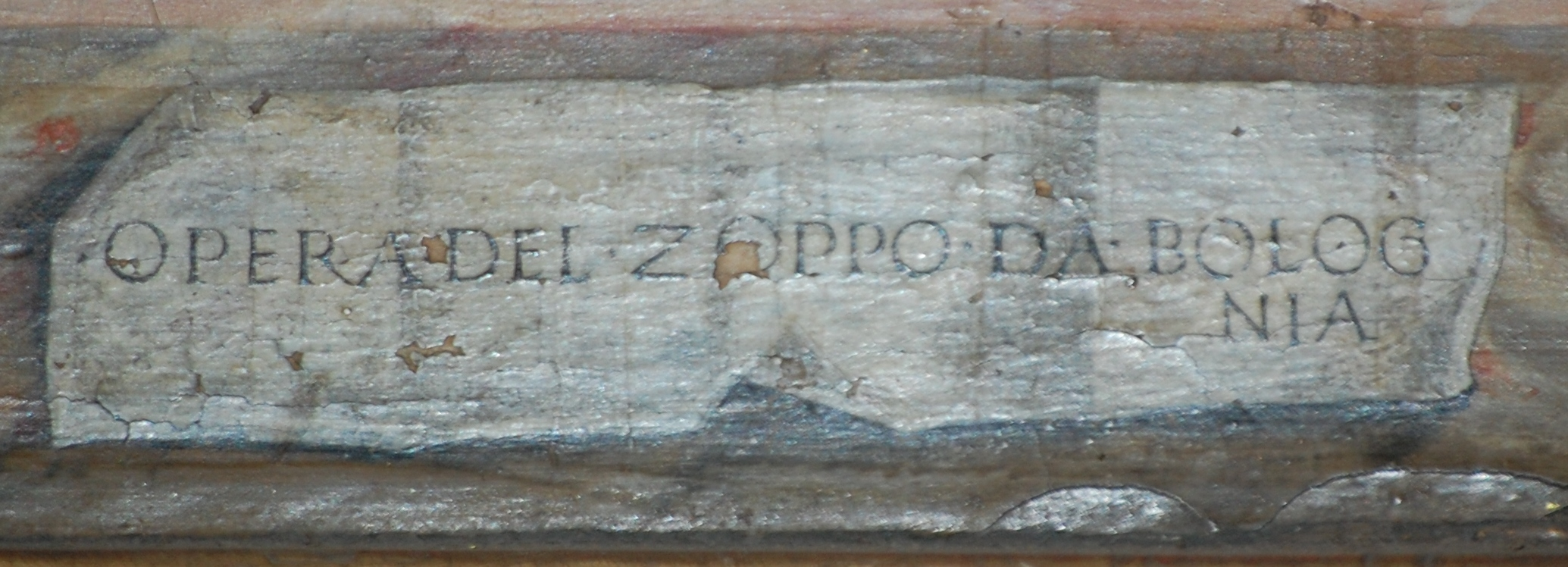
Firma de Marco Zoppo en el retablo del Real Colegio de España, Bolonia.

Marco Zoppo (Cento 1433 - 1498) fue un pintor renacentista italiano, activo especialmente en su localidad de nacimiento, Bolonia. Fue alumno de Lippo Dalmasio y Francesco Squarcione hacia 1455, y formó parte de la Escuela Boloñesa. Fue contemporáneo de Andrea Mantegna. Pintó numerosas obras con la temática de la Virgen con niño y santos. Francesco Francia fue uno de sus alumnos. Falleció en Venecia.
En España hay un ejemplo firmado de este artista: un pequeño San Jerónimo sobre tabla, en el Museo Thyssen-Bornemisza de Madrid.